# Angel Beats!
Angel Beats! (japonsky エンジェルビーツ!, Endžeru Bícu!) je třináctidílný japonský anime seriál z roku 2010, který vytvořilo studio P.A.Works a produkoval Aniplex. V současné době je vydávána manga. Byla vytvořena i light novel Angel Beats! Track Zero, která je prequelem seriálu. Hlavním hrdinou v ní je Hinata. Podle tohoto prequelu je vydávána manga Angel Beats! Heaven's Door.

## Postavy

### Juzuru Otonaši
Jde o hlavního hrdinu Angel Beats!. Nepamatuje se na nic, co zažil, když byl naživu. Přidává se ke skupině Šinda sekai sensen (posmrtné bojiště, dále jen SSS). Ve skutečném životě měl nemocnou sestru, která zemřela, protože se nepovedlo najít vhodného dárce. Po smrti své sestry začal studovat medicínu, ale zemřel při nehodě vlaku.

### Juri Nakamura
Jde o velitelku SSS. Ve skutečném životě jí zabili všechny tři sourozence a proto nenávidí boha. Po vytvoření SSS zahájila boj proti Andělovi, dívce která bojuje proti všem, kteří nechtějí „přejít dál“. Začíná však tušit, že Anděl je ve skutečnosti také obyčejný člověk.

### Kanade Tačibana
Je známá také jako Anděl. Ve skutečném životě ji zachránila transplantace srdce. Přála si vždy poděkovat dárci, který ji tehdy zachránil. Bojuje proti členům SSS pomocí zbraní, které si sama vytvořila. Později se s nimi díky Juzurovi spřátelí.

### Hideki Hinata
Hinata je hlavním hrdinou novely Angel Beats! Track Zero, která ukazuje vznik SSS. Stane se Otonašiho nejlepším přítelem. Ve skutečném životě hrál baseball, ale nepovedl se mu jeden zápas, což ho do konce života (i po jeho konci) velmi trápilo.